# Ectropis bistortatoides
Ectropis bistortatoides là một loài bướm đêm trong họ Geometridae.